# 聖馬科斯 (奧科特佩克省)
聖馬科斯（西班牙語：San Marcos），是洪都拉斯的城鎮，位於該國西部，由奧科特佩克省負責管轄，始建於1845年，面積165.09平方公里，海拔高度989米，2001年人口14,029，人口密度每平方公里84.98人。